# Psathyrella bipellis

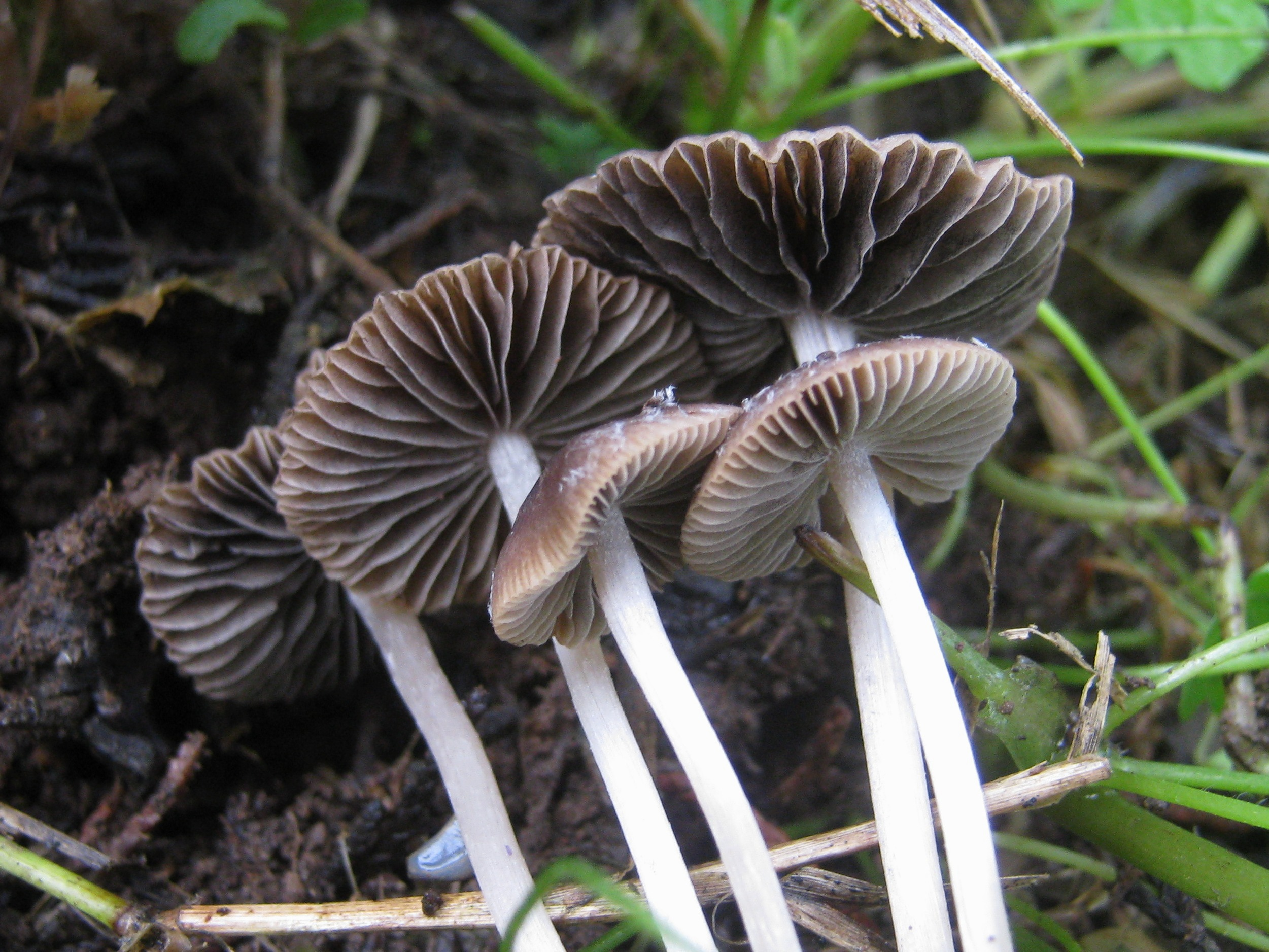

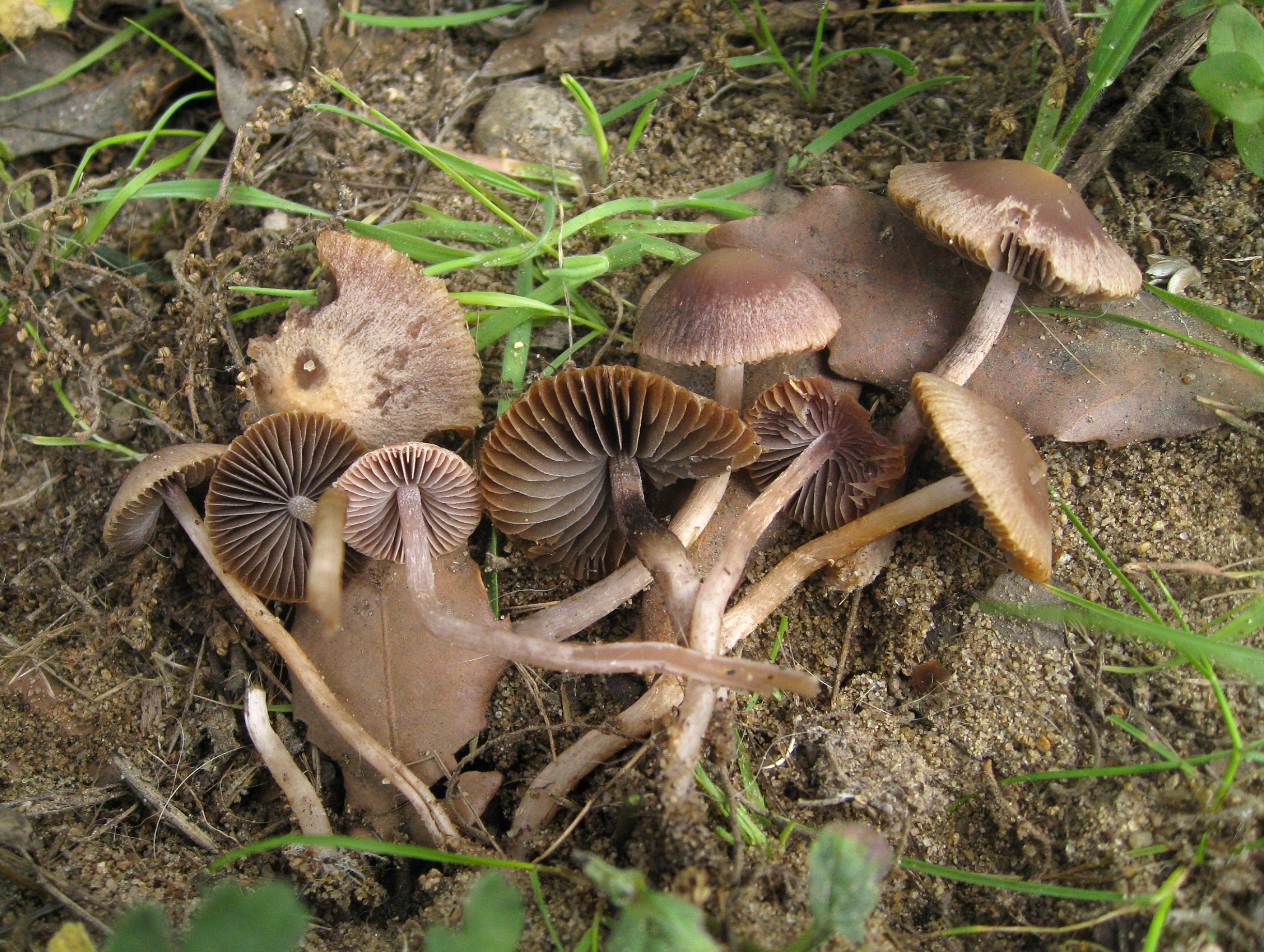

Psathyrella bipellis (Quél.) A.H. Sm. – gatunek grzybów z rodziny kruchaweczkowatych (Psathyrellaceae).

## Systematyka i nazewnictwo
Pozycja w klasyfikacji według Index Fungorum: Psathyrella, Psathyrellaceae, Agaricales, Agaricomycetidae, Agaricomycetes, Agaricomycotina, Basidiomycota, Fungi.
Po raz pierwszy opisał go w 1884 r. Lucien Quélet, nadając mu nazwę Psathyra bipellis. Obecną nazwę nadał mu w 1948 r. Alexander Hanchett Smith, przenosząc go do rodzaju Psathyrella. Ma 10 synonimów. Niektóre z nich:
- Drosophila barlae (Bres.) Kühner & Romagn. 1953
- Psathyrella barlae (Bres.) A.H. Sm. 1941

## Morfologia
Kapelusz
O średnicy 2–5 cm; u młodych osobników stożkowo-paraboloidalny, potem przechodzący w płaskowypukły z szerokim garbkiem. Powierzchnia początkowo winna, fioletowoczerwonobrązowa, szybko przechodząca szarawowinną, higrofaniczna; w stanie wilgotnym przechodząca w szaraworóżową. Brzeg przezroczysty, pokryty smugami. U młodych okazów biaława zasnówka łączy brzeg z trzonem, czasami jej resztki długo utrzymują się na brzegu lub w postaci rozproszonych włókienek na obwodzie kapelusza, a także w dolnej połowie trzonu.
Blaszki
Średnio gęste, brzuchate, o szerokości 4–5 mm, brązowe z wyraźnym fioletoworóżowym odcieniem. Ostrza białawo strzepiaste.
Trzon
Wysokość 4–10 cm, grubość 0,3–0,4 cm, cylindryczny, pusty. Powierzchnia podłużnie wyraźnie włóknista, w górnej połowie z różowawym odcieniem.
Miąższ
Cienki, tej samej barwy co kapelusz, czasami o owocowym zapachu.
Cechy mikroskopowe
Bazydiospory 13–15,5 × 7–7,5 µm; średnio: 14,13 × 7,13 µm, brązowe, nieprzezroczyste, gładkie, w widoku z przodu elipsoidalne, z profilu migdałowate z wierzchołkową porą rostkową o szerokości 2 μm. Podstawki o wymiarach 20–30 × 10–14 µm, maczugowate, głównie 4-zarodnikowe, rzadko 2-zarodnikowe. Strzępki ze sprzążkami. Cheilocystydy bardzo liczne, 53–80 × 10–17 µm, często o lekko pogrubionej ściance, butelkowate, nieregularne lub prawie cylindryczne, z szeroką szyjką i rozwartym wierzchołkiem, rzadziej z rozwidlonym wierzchołkiem. Pseudocystydy maczugowate lub niemal kuliste, liczne lub nieliczne, czasami o grubych ścianach i wówczas czerwonawo-brązowe. Pleurocystydy o wymiarach 48–77 × 12–20 µm, bardzo liczne, podobne do cheilocystyd, kaulocystydy także. Skórka złożona z kulistych komórek.

## Występowanie i siedlisko
Występuje na wszystkich kontynentach poza Antarktydą. W Polsce po raz pierwszy podano jego stanowiska w 2020 r.
Grzyb saprotroficzny. Owocniki pojedynczo lub w kępach glebach na piaszczystych i próchnicznych glebach, na trawiastym skraju lasu lub w parkach, lasach, ogrodach na ziemi wśród resztek drewna.